# Eschweilera integricalyx
Eschweilera integricalyx é uma espécie de lenhosa da família Lecythidaceae.
Apenas pode ser encontrada no seguinte país: Colômbia.